# Parafia Chrystusa Króla w Sątocznie
Parafia Chrystusa Króla w Sątocznie – rzymskokatolicka parafia we wsi Sątoczno, należąca do archidiecezji warmińskiej i dekanacie Bartoszyce. Została utworzona 25 maja 1974. Mieści się pod numerem 1/2. Parafię prowadzą księża Salezjanie.

## Powstanie i zasięg parafii
Parafia Chrystusa Króla została erygowana 25 maja 1974 r. poprzez jej wydzielenie z parafii w Sępopolu. Do parafii należą wierni z miejscowości: Sątoczno z Kościołem pw. Chrystusa Króla oraz Błuskajmy Małe, Błuskajmy Wielkie, Bykowo, Giełpsz, Kałwągi, Kamień, Kaskajmy Małe, Łękajny, Marłuty, Prosna, Sątoczek, Sajna Wielka, Sajna Mała, Stawnica, Studzieniec, Suliki, Słępy, Wągniki i Wetyn.

## Proboszczowie
- Kazimierz Walczuk (1974–1980)
- Stefan Tomaszewski (1980–1986)
- Brunon Wicki (1986–1997)
- Andrzej Makarewicz (1997–2002)
- Zygmunt Wolanin (2002–2008)
- Adam Malak (2008-2020)
- Paweł Kotliński (od 2020)